# Harrisia martinii

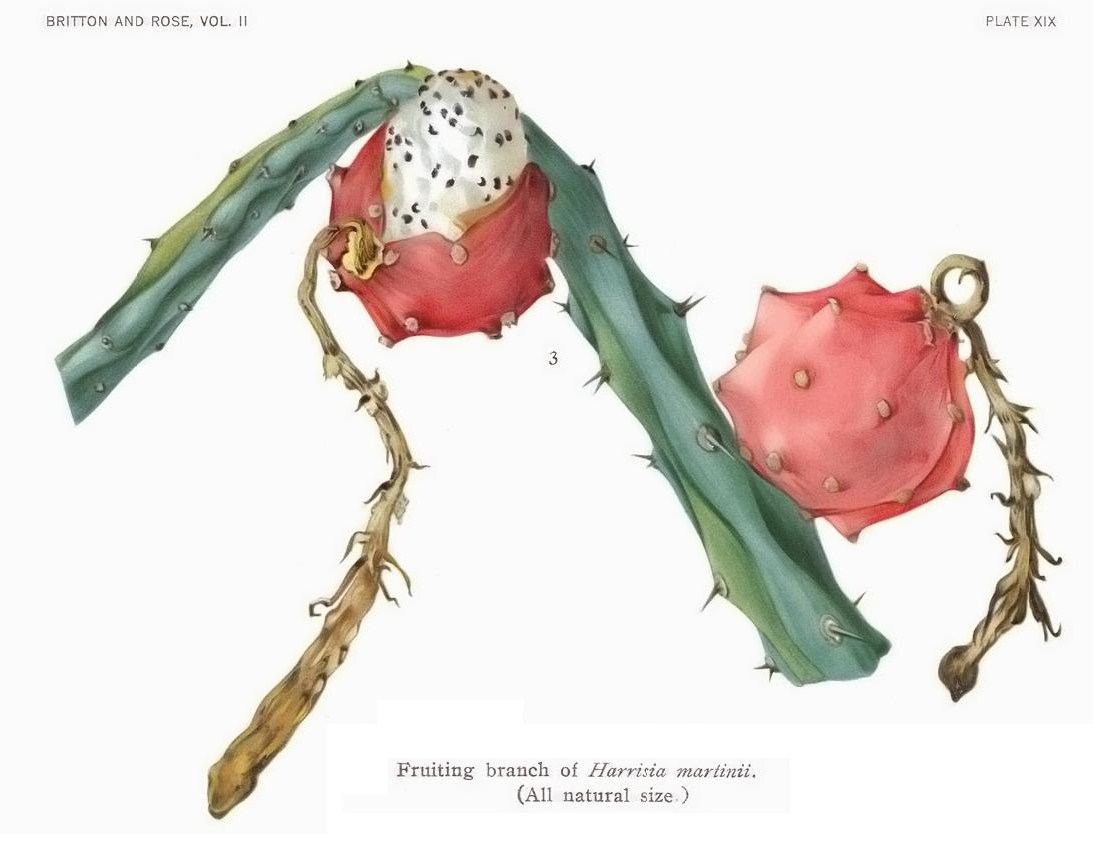
Illustration von Früchten an Harrisia martinii

Harrisia martinii ist eine Pflanzenart in der Gattung Harrisia aus der Familie der Kakteengewächse (Cactaceae). Das Artepitheton martinii ehrt den französischen Kakteenliebhaber Raymond Martin aus Toulouse.

## Beschreibung
Harrisia martinii wächst reich verzweigt mit spreizklimmenden, grünen bis graugrünen Trieben, die bei Durchmessern von 2 bis 2,5 Zentimetern Längen von bis 2 Meter und mehr erreichen. Junge Triebe sind spitz verjüngt und vier- bis fünfkantig. Ältere Triebe sind drehrund. Der einzelne kräftige, gelbliche Mitteldorn besitzt eine dunklere Spitze und ist 2 bis 3 Zentimeter lang. Die fünf bis sieben Randdornen sind deutlich kürzer.
Die Blüten erreichen eine Länge von bis zu 20 Zentimeter. Ihr Perikarpell ist mit Schuppen und brauner Wolle besetzt. Die mehr oder weniger kugelförmigen, roten Früchte sind gehöckert und tragen Schuppen und Dornen.

## Verbreitung, Systematik und Gefährdung
Harrisia martinii ist in Paraguay sowie den argentinischen Provinzen Formosa, Chaco, Corrientes, Entre Ríos und Santa Fe in der Chaco-Vegetation verbreitet. 2007 wurde die Art erstmals in Brasilien gefunden.
Die Erstbeschreibung als Cereus martinii erfolgte 1854 durch J. Labouret. Nathaniel Lord Britton stellte die Art 1917 in die Gattung Harrisia. Ein nomenklatorisches Synonym ist Eriocereus martinii (Labour.) Riccob. (1909).
In der Roten Liste gefährdeter Arten der IUCN wird die Art als „Least Concern (LC)“, d. h. als nicht gefährdet geführt.

## Nachweise